# Magnuson Park

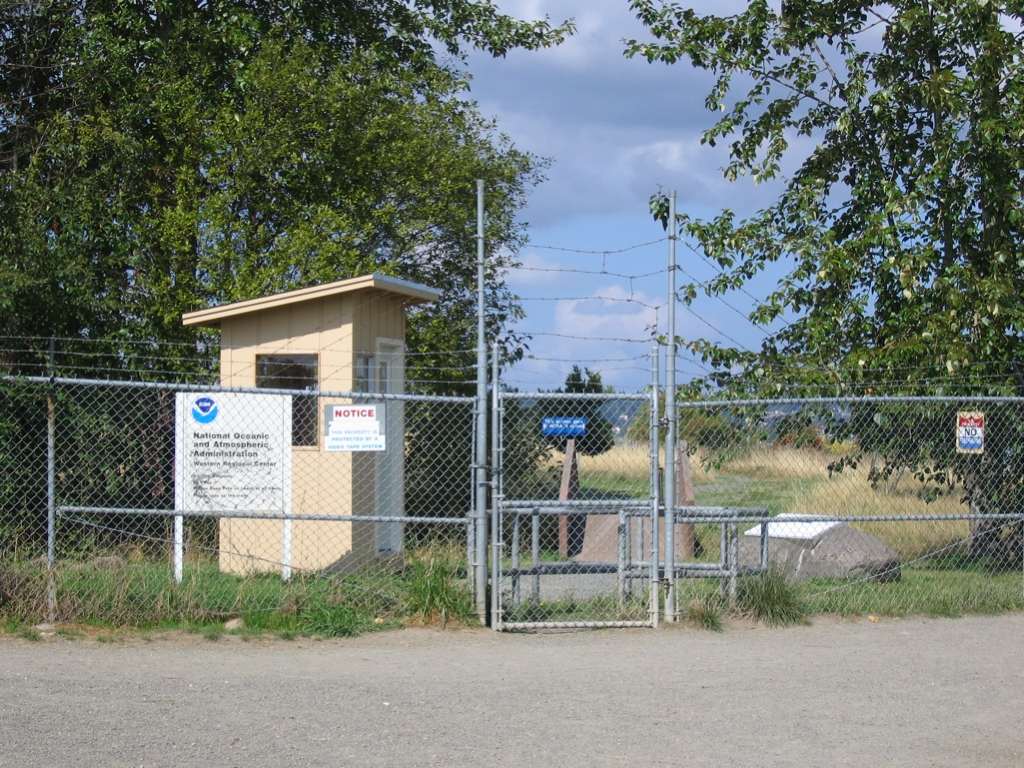
Entrada do Magnuson Park.

Magnuson Park é um parque de 350 acres em Sand Point no Pontiac Bay, Lake Washington, no bairro Sand Point de Seattle, Washington. O parque é o segundo maior de Seattle atrás do Discovery Park, de 534 acres, em Magnolia. Sand Point é a península com as baías de Pontiac e Wolf quase no Lake Washington;